# Libéria nos Jogos Olímpicos de Verão de 2020
A Libéria deverá competir nos Jogos Olímpicos de Verão de 2020 em Tóquio. Originalmente programados para ocorrerem de 24 de julho a 9 de agosto de 2020, os Jogos foram adiados para 23 de julho a 8 de agosto de 2021, por causa da pandemia COVID-19. Será a 13ª participação da nação nos Jogos Olímpicos de Verão desde sua estreia em 1952, com exceção de três edições. A nação não qualificou atletas em 1968 e 1992, além de ter aderido ao boicote africano em 1976.

## Competidores
Abaixo está a lista do número de competidores nos Jogos.
| Esporte   | Masculino | Feminino | Total |
| --------- | --------- | -------- | ----- |
| Atletismo | 2         | 1        | 3     |
| Total     | 2         | 1        | 3     |

## Atletismo
Os seguintes atletas de Ruanda conquistaram marcas de qualificação, pela marca direta ou pelo ranking mundial, nos seguintes eventos de pista e campo (até o máximo de três atletas em cada evento):
- Nota– As posições para os eventos de pista são em relação à bateria do atleta
- Q = Qualificado para a próxima fase
- q = Qualificado para a próxima fase como o perdedor mais rápido ou, em eventos de campo, pela posição sem atingir o alvo para qualificação
- NR = Recorde nacional
- N/A = Fase não aplicável para o evento
- Bye = Atleta não precisou disputar aquela fase

Eventos de pista e estrada
| Atleta            | Evento                       | Eliminatória | Eliminatória | Quartas-de-final | Quartas-de-final | Semifinais | Semifinais | Final     | Final   |
| Atleta            | Evento                       | Resultado    | Posição      | Resultado        | Posição          | Resultado  | Posição    | Resultado | Posição |
| ----------------- | ---------------------------- | ------------ | ------------ | ---------------- | ---------------- | ---------- | ---------- | --------- | ------- |
| Emmanuel Matadi   | 100 m masculino              | Bye          | Bye          |                  |                  |            |            |           |         |
| Emmanuel Matadi   | 200 m masculino              | Bye          | Bye          |                  |                  |            |            |           |         |
| Joseph Fahnbulleh | 200 m masculino              | Bye          | Bye          |                  |                  |            |            |           |         |
| Ebony Morrison    | 100 m com barreiras feminino | Bye          | Bye          |                  |                  |            |            |           |         |